# Kisorycze (gmina)
Kisorycze – dawna gmina wiejska istniejąca do 1939 roku w woj. poleskim/wołyńskim (obecnie na Ukrainie). Siedzibą gminy były Kisorycze.
Początkowo gmina należała do powiatu owruckiego w guberni wołyńskiej. Na przełomie 1919/20 gmina weszła w skład administracyjnego okręgu wołyńskiego (ZCZW lub ZCZWiFP). 15 marca 1920 r. pod Zarządem Cywilnym Ziem Wołynia i Frontu Podolskiego gmina weszła w skład nowo utworzonego powiatu sarneńskiego.
1 czerwca 1920 roku nie została przekazana Rządowi RP (w przeciwieństwie do tych obszarów powiatu sarneńskiego, które przed 1920 należały do powiatu rówieńskiego). Jednak po wytyczeniu granicy wschodniej jednostka znalazła w obrębie II RP, w woj. poleskim.
15 kwietnia 1927 z gminy Kisorycze wyłączono Rokitno, tworząc z niego odrębną gminę miejską.
16 grudnia 1930 roku gmina wraz z całym powiatem sarneńskim została przyłączona do woj. wołyńskiego. Była to najdalej na wschód wysunięta gmina woj. wołyńskiego. 1 października 1933 z gminy wyłączono obszar koszar Korpusu Ochrony Pogranicza, włączając je do gminy miejskiej Rokitno. 
Według stanu z dnia 4 stycznia 1936 roku gmina składała się z 21 gromad.
W skład gminy Kisorycze wchodziły trzy typowo polskie wioski: Budki Borowskie, Dołhań i Okopy. W nocy 6/7 grudnia 1943 roku ukraińscy nacjonaliści z UPA, spod znaku OUN Stepana Bandery, wspomagani przez żądną łupów okoliczną ludność ukraińską (przede wszystkim z Karpiłówki, Borowego i Derci oraz chutorów tych wsi) dokonali równocześnie mordów ludności polskiej w tych trzech polskich wioskach (Dołhań, Okopy, Budki Borowskie). Zginęło kilkadziesiąt osób. Pomordowani zostali pochowani na miejscowym cmentarzu w Okopach, który zachował się do dzisiaj.
Po wojnie obszar gminy Kisorycze wszedł w struktury administracyjne Związku Radzieckiego.